# Loftleiðir-Flug 001
Am 15. November 1978 verunfallte auf dem Loftleiðir-Flug 001 (Flugnummer: LL001) eine im Auftrag der Garuda Indonesia im Charterflug betriebene Douglas DC-8-63CF der Loftleiðir im Landeanflug auf den Bandaranaike International Airport in Sri Lanka. Bei dem Unfall kamen 183 der 262 Insassen ums Leben. Es handelte sich seinerzeit um den zweitschwersten Unfall einer Douglas DC-8.

## Hintergrund
Als staatliche Fluggesellschaft des weltgrößten muslimischen Landes hatte Garuda Indonesia zu Beginn der 1970er Jahre während der Haddsch-Saison ein stetig wachsendes Passagieraufkommen von Pilgern abzuwickeln. Mit der Entwicklung der großen Langstrecken-Passagierjets Boeing 707 und Douglas DC-8 mit geräumigen Passagierkabinen war es möglich geworden, auch aus dem fernen Indonesien eine kurze Reise zu den heiligen Stätten in Mekka zu unternehmen. Dieses Angebot nahmen immer mehr Reisewillige in Anspruch. Da die saisonale Nachfrage die Passagierkapazitäten der Garuda-Flotte bei weitem überschritt, beauftragte die Fluggesellschaft zur Haddsch-Saison externe Fluggesellschaften, die für sie die Pilgerflüge durchführten. Eine dieser Fluggesellschaften war die Loftleiðir aus Island, die für die Flüge unter anderem ihre Douglas DC-8-63CF TF-FLA einsetzte.

## Flugzeug
Bei der verunglückten Maschine handelte es sich um eine zehn Jahre und einen Monat alte Douglas DC-8-63CF, die im Douglas-Werk in Long Beach, Kalifornien montiert wurde und deren Roll-out am 20. Oktober 1968 erfolgte. Das Flugzeug trug die Werksnummer 46020, es handelte sich um die 415. Douglas DC-8 aus laufender Produktion. Die DC-8 wurde mit dem Luftfahrzeugkennzeichen N8633 auf die Seaboard World Airlines zugelassen. Diese verleaste die Maschine ab dem 3. Juli 1975 an die Cargolux Airlines International, wo die Maschine mit dem neuen, isländischen Kennzeichen TF-FLA in Betrieb ging. Ab dem 28. März 1976 leaste die Loftleiðir die Maschine und verleaste sie ab dem 5. Januar 1978 nochmals an die Cargolux weiter, bis der Leasingrückläufer am 1. März 1978 wieder in den Betrieb bei der Loftleiðir überging. Das vierstrahlige Langstrecken-Schmalrumpfflugzeug war mit vier Triebwerken des Typs Pratt & Whitney JT3D-7 ausgestattet. Die Maschine trug bei der Loftleiðir den Taufnamen Leifur Eiríksson.

## Besatzung und Passagiere
Es befanden sich 262 Personen an Bord. Diese setzten sich aus 249 überwiegend indonesischen Pilgern sowie der 13-köpfigen isländischen Besatzung zusammen. Die dreiköpfige Cockpitbesatzung bestand aus einem Flugkapitän, einem Ersten Offizier und einem Flugingenieur, die Kabinenbesatzung aus 10 Flugbegleitern. Alle Besatzungsmitglieder besaßen die isländische Staatsangehörigkeit.

## Flugverlauf
Der Flug sollte indonesische Pilger, die von einer Haddsch aus Mekka zurückkehrten, nach Surabaya bringen. Der Flug startete um 12:58 Uhr UTC vom Flughafen Dschidda und sollte zum Flughafen Juanda in Surabaya führen. Auf dem Bandaranaike International Airport in Colombo, Sri Lanka war ein technischer Zwischenstopp vorgesehen, bei dem die Maschine auch betankt werden sollte. Außerdem sollte in Colombo die Besatzung gewechselt werden.
Um 22:53 Uhr Ortszeit meldete sich die Besatzung bei der Flugsicherung in Ratmalana. Es wurden Gewitter und Scherwinde gemeldet. Man teilte den Piloten mit, dass ihre Maschine zur Landung auf Bahn 04 vorgesehen war. Die Piloten baten um eine ersatzweise ILS-Landeerlaubnis für Bahn 22, die sie kurz darauf bewilligt bekamen. Die Bezirkskontrolle ließ die Maschine von ihrer ursprünglichen Flughöhe von 33.000 Fuß (ca. 10.058 Meter) auf 22.000 Fuß (ca. 6706 Meter) sinken, als sich diese 90 Meilen (ca. 150 Kilometer) vom Flughafen Colombo entfernt befand.

## Unfallhergang
Die Maschine wurde anschließend, um 23:06 Uhr Ortszeit, an die Radarkontrolle weitergegeben. Diese instruierte die Piloten beim Sinkflug auf 2000 Fuß (ca. 610 Meter) und wies sie an, die weiteren Anweisungen für eine Landung auf Bahn 22 zu befolgen. Der Radar-Fluglotse bat die Besatzung außerdem, dass diese sich melde, sobald sie das Drehfunkfeuer überfliegt. Die Piloten bestätigten lediglich den Erhalt des Funkspruchs, jedoch nicht ihre Zustimmung zum vorgeschlagenen Vorgehen. Der Fluglotse von der Radarkontrolle übermittelte der Besatzung die Flughöhe und Entfernung zur Landebahn. Der letzte Funkspruch des Radar-Fluglotsen lautete um 23:27:26: „Lima, Lima 001, leicht links von der Mittellinie, ganz leicht links von der Mittellinie, zwei Meilen von der Landebahn entfernt, Höhe 650 Fuß, Freigabe zum Landen.“ Um 23:27:37 Uhr bestätigte die Besatzung mit „Roger“. Der Radar-Fluglotse hatte seine Meldungen bis zu diesem Punkt fort geführt, obschon es sich eigentlich um einen ILS-Anflug handelte, die Besatzung des Flugzeuges jedoch nie bestätigt hatte, sich auf dem ILS-Gleitpfad zu befinden. Auch wenn die Angaben des Radar-Lotsen nicht mit möglicherweise anderen Erkenntnissen der Besatzung übereingestimmt hätten, hätte der Kommandant des Flugzeuges auf der Entscheidungshöhe ohne Sichtkontakt zur Piste den Anflug abbrechen müssen. Während des Anflugs fehlten die Ansagen ("Call-outs") des Co-Piloten zu Höhe und Sinkrate.
Der Fluglotse der Anflugkontrolle erblickte die Maschine in einem zu steilen Sinkflug ins Gelände vor der Landebahn. Er warnte die Besatzung über Funk, wurde jedoch nicht gehört, da die Besatzung immer noch auf der Frequenz der Radarkontrolle kommunizierte. Der Fluglotse verlor die Maschine aus dem Blick und sah schließlich über dem Gebiet, wo er sie zuletzt gesichtet hatte, eine Explosion.
Die Maschine flog um 23:28:03 Uhr in eine Plantage mit Gummibäumen und Kokosnusspalmen. Die Unfallstelle befand sich 1,1589 Meilen (1,8651 Kilometer) vor der Landebahn 22 und 103,15 Fuß (ca. 31,44 Meter) rechtswärts von der Anfluglinie entfernt. 

## Rettungsaktion
Der Fluglotse von der Anflugkontrolle informierte als erster Zeuge des Unfalls umgehend seine Kollegen. Innerhalb von einer halben Stunde nach dem Unfall erreichten fünf Feuerwehrfahrzeuge die Unfallstelle. Die Rettungsaktion wurde durch eine große Anzahl von Kokosnusspalmen
behindert, die das Vordringen mit großen Bergungsgeräten behinderten, dennoch wurde sie im Nachhinein als zufriedenstellend bezeichnet.

## Opfer
Bei dem Unfall wurden 183 Menschen getötet, darunter 175 Pilger und 8 Besatzungsmitglieder. Von den Überlebenden wurden 32 Personen verletzt, wohingegen 47 Personen unverletzt blieben.

## Bedeutung
Es handelte sich seinerzeit um den zweitschwersten Unfall in Sri Lanka sowie den zweitschwersten Unfall mit einer Douglas DC-8. In beiderlei Hinsicht wurde der Unfall vom Martinair-Flug 138 mit 191 Todesopfern übertroffen.

## Parallelen zum Flugunfall der Martinair im Jahr 1974
Am 4. Dezember 1974 war auf dem Martinair-Flug 138 eine Douglas DC-8 verunglückt, die ebenfalls einen Pilgerflug im Auftrag der Garuda Indonesia auf derselben Flugroute durchführte, jedoch in entgegengesetzter Richtung. Es handelte sich auch dabei um einen Controlled flight into terrain, der in diesem Fall jedoch gegen eine Felswand erfolgt war. Ursache war auch hier ein Missverständnis zwischen Flugzeugbesatzung und Flugsicherung. Der Flug wurde durch die niederländische Fluggesellschaft Martinair durchgeführt, die eingesetzte Maschine war in ihrer Betriebsgeschichte zwischenzeitlich an die Loftleiðir verleast. Ironischerweise hatte die Fluggesellschaft auch dieser Maschine den Taufnamen Leifur Eiríksson gegeben.